# American IV: The Man Comes Around
American IV: The Man Comes Around es el cuarto álbum de estudio de la serie American del músico estadounidense de música country Johnny Cash, publicado en 2002 bajo el sello American Recordings y producido por Rick Rubin, propietario del sello discográfico.
El disco está constituido principalmente por versiones de otras canciones, tales como "Personal Jesus", para la cual Rubin le pidió al guitarrista de Red Hot Chili Peppers, John Frusciante, que hiciera una versión acústica de la canción, compuesta originalmente por Martin Gore de Depeche Mode, transformándola en una canción de estilo blues mediante un simple riff acústico. Para el álbum, Cash recibió ayuda de los cantantes Fiona Apple, Nick Cave y Don Henley, de Eagles. American IV supone el último álbum que Johnny Cash publicó en vida: a pesar de que Unearthed fue recopilado antes de su muerte, no sería publicado hasta dos meses después de su fallecimiento. Es, también, el único álbum de Cash en alcanzar el disco de oro, con 500.000 copias vendidas, en 30 años.
El video de la canción "Hurt", compuesta por Trent Reznor, de Nine Inch Nails en 1994, fue nominado en siete categorías en los premios MTV Video Music Awards en 2003 y se alzó con el premio a la mejor cinematografía. En febrero de 2003, a escasos días de su 71.er cumpleaños, Cash ganó un Grammy a la mejor interpretación vocal masculina de country por la canción "Give My Love to Rose", tema que había grabado originariamente a finales de los años 50. En los Premios Grammy de 2004, el video de "Hurt" se alzó con el premio al mejor video corto.
El vocalista del grupo Nine Inch Nails, Trent Reznor, admitió que inicialmente se sentía halagado pero a la vez preocupado por la idea de que fuese una versión "comercial", aunque al escuchar la canción por primera vez, reconoció que estaba muy emocionado y encontró que la versión de Cash aportaba un nuevo significado al tema. Después en una entrevista, llegaría a decir: "Acabo de perder a mi novia porque esa canción ya no es mía".

## Lista de canciones
1. "The Man Comes Around" (Cash) – 4:26
2. "Hurt" (Reznor) – 3:38
DE Nine Inch Nails para el álbum The Downward Spiral en 1994
3. "Give My Love to Rose" (Cash) – 3:28
Grabada originalmente por Cash en el sello Sun Records para el álbum Sings Hank Williams en 1960
4. "Bridge Over Troubled Water" (Simon) – 3:55
Grabada originalmente por Simon and Garfunkel para el álbum Bridge over Troubled Water en 1970
5. "I Hung My Head" (Sting) – 3:55
Grabada originalmente por Sting para el álbum Mercury Falling en 1996
6. "The First Time Ever I Saw Your Face" (MacColl) – 3:52
Éxito de Roberta Flack en 1972 que alcanzó el número 1
7. "Personal Jesus" (Gore) - 3:20
Grabada originalmente por Depeche Mode para su álbum Violator en 1990
8. "In My Life" (Lennon/McCartney) - 2:57
Grabada originalmente por The Beatles para su álbum Rubber Soul en 1965
9. "Sam Hall" (Ritter) – 2:40
Grabada originalmente por Cash para su álbum Sings the Ballads of the True West en 1965
10. "Danny Boy" (Weatherly) – 3:19
Publicado por primera vez en 1910 y anteriormente grabado por Cash para su álbum Orange Blossom Special en 1965
11. "Desperado" (Frey/Henley) – 3:13
Grabada originalmente por The Eagles para su álbum Desperado en 1973
12. "I'm So Lonesome I Could Cry" (Williams) – 3:03
Grabada originalmente por Hank Williams y anteriormente grabada por Cash para su álbum Now, There Was a Song! en 1960
13. "Tear Stained Letter" (Cash) – 3:33
Grabada originalmente por Cash para su álbum A Thing Called Love en 1972
14. "Streets of Laredo" (Tradicional, arreglada por Johnny Cash) – 3:41
Grabada originalmente por Cash para su álbum Sings the Ballads of the True West en 1965
15. "We'll Meet Again" (Charles/Parker) – 2:58
Canción popularizada por Vera Lynn en 1939

Canciones extra
American IV fue publicado en varias ediciones. Una incluía un DVD con el videoclip de "Hurt", mientras que la edición en vinilo incluía una lista modificada de canciones que incluía dos temas extra, "Wichita Lineman" (Jimmy Webb) y "Big Iron" (Marty Robbins), posteriormente recopilados en Unearthed.

## Personal
- Johnny Cash: voz, guitarra, guitarra acústica y arreglos
- Don Henley: percusión, teclados y voz
- Fiona Apple: voz
- Nick Cave: voz
- Mike Campbell: guitarra
- John Frusciante: guitarra acústica
- Randy Scruggs: Guitarra acústica y guitarra
- Thom Bresh: guitarra acústica
- Jeff Hanna: guitarra acústica
- Kerry Marx: guitarra acústica
- Marty Stuart: guitarra acústica
- Smokey Hormel: guitarra acústica y guitarra slide
- Jack Clement: dobro
- Joey Waronker: percusión
- David Ferguson: ukelele y mezclas
- Laura Cash: violín y asistente de producción
- Terry Harrington: clarinete
- Benmont Tench: órgano, piano, armonio, melotrón y vibráfono
- Roger Manning: piano y campanas de orquesta
- Billy Preston: piano y teclados

### Personal adicional
- Rick Rubin: producción
- John Carter Cash: producción e ingeniero de sonido
- Thom Russo: ingeniero de sonido
- Andrew Scheps: ingeniero de sonido
- Chuck Turner: ingeniero de sonido
- Vladimir Meller: masterización
- Christine Cano: dirección artística y diseño
- Martyn Atkins: fotografía
- Lindsay Chase: coordinación de producción
- Dwight Hume: asistente de producción
- Jimmy Tittle: asistente de producción

## Posición en listas

### Álbum
| Año  | Tabla                           | Posición |
| ---- | ------------------------------- | -------- |
| 2002 | Billboard Country               | 2        |
| 2002 | Billboard Pop                   | 22       |
| 2002 | Los mejores álbumes en Internet | 30       |

### Sencillos
| Año  | Canción | Tabla                             | Posición |
| ---- | ------- | --------------------------------- | -------- |
| 2003 | «Hurt»  | Canciones Country                 | 56       |
| 2003 | «Hurt»  | Mejores canciones de rock moderno | 33       |
| 2005 | «Hurt»  | Mejores canciones digitales       | 34       |

## Premios

### Ganados
- Grammy (2002)

Mejor Presentación Country Por un Hombre por la canción "Give My Love To Rose".
- MTV Video Music Awards (2003)

Mejor cinematografía por el video de la canción "Hurt".
- Grammy (2004)

Mejor Video Corto por el video de la canción "Hurt".

### Nominaciones
- MTV Video Music Awards (2003)

Mejor video masculino por el video de la canción "Hurt", le ganó el cantante Justin Timberlake.
- MTV Video Music Awards (2003)

Mejor video del año por el video de la canción "Hurt", le ganó la cantante Missy Elliott.
- MTV Video Music Awards (2003)

Mejor dirección de video por el video de la canción "Hurt" su director fue Mark Romanek, le ganó el grupo Coldplay.
- MTV Video Music Awards (2003)

Mejor dirección de Arte por el video de la canción "Hurt", le ganó el grupo Radiohead.
- MTV Video Music Awards (2003)

Mejor edición por el video de la canción "Hurt", le ganó el grupo White Stripes.

## Uso en televisión y cine
- La canción "The Man Comes Around" fue utilizada como efecto de sonido en la secuencia de apertura de la película El amanecer de los muertos así como en la escena final de Generation Kill. También fue usado en el capítulo "Memoria de elefante" de la serie Mentes criminales y en la presentación del personaje de Jackie Cogan (Brad Pitt) en la película Mátalos suavemente (2012), dirigida por Andrew Dominik.
- La canción "Hurt" fue utilizada para hacer un video tributo a la vida del luchador profesional Eddie Guerrero, quien murió a finales del año 2005.
- "Hurt" fue utilizado en los créditos finales del octavo episodio de la tercera temporada de la serie Smallville.
- "Hurt" también apareció en el primer tráiler oficial de la película de 2017 "Logan"
- "The Man Comes Around" fue también utilizado en los créditos finales de la película de 2003 The Hunted.

Fue también ejecutada en el último capítulo de la 1ª temporada de la serie de TV "Terminator: The Sarah Connor Chronicles", durante el raid of the FBI.
Por último, la misma canción apareció en la secuencia de la entrada al matrimonio en la película "My Best Friend's Girl (2008)" y en los créditos de "Logan"(2017).